# Diospyros forrestii
Diospyros forrestii är en tvåhjärtbladig växtart som beskrevs av John Anthony. Diospyros forrestii ingår i släktet Diospyros och familjen Ebenaceae. Inga underarter finns listade i Catalogue of Life.